# Barzou Abdourazzoqov
Barzou Abdourazzoqov (en tadjik : Барзу Абдураззоқов), né le 19 septembre 1959 au Tadjikistan (URSS), est metteur en scène, dramaturge et écrivain.

## Biographie
Il est, depuis 2000, directeur artistique du Théâtre national de Khodjent (Léninabad à l'époque soviétique).
Après avoir consacré une partie de sa vie à la création théâtrale, il en arrive à l'écriture avec une adaptation des Fourberies de Scapin. En 2003 suivent les Huit monologues de femmes qui trouvent l'aval d'un large public.
En octobre 2012, il est victime d'un accident qui lui a fait perdre ses capacités visuelles. Soigné à Moscou, il récupère une petite partie de sa vue grâce à un traitement au laser,.

## Œuvre traduite en français
- Huit monologues de femmes (Ispovedʹ), traduit du russe par Stéphane A. Dudoignon, Paris, Éditions Zulma, 2007  (ISBN 978-2-84304-409-0)